# Lac Malta
Pour les articles homonymes, voir Malta.
Le lac Malta (en polonais: Jezioro Maltańskie) est un lac artificiel situé à l'est du centre-ville de Poznań, en Pologne, sur la rive droite de la Warta.
Il existe depuis 1952, quand le canal, construit sur la rivière Cybina (pl) durant la Seconde Guerre mondiale par des travailleurs forcés de l'Allemagne nazie, a été totalement inondé.

## Description
Avec une longueur de 2,2 km, un périmètre de 5,6 km et une superficie de 64 ha, il est le plus grand lac artificiel de la ville.
Le lac donne son nom au festival international de théâtre Malta, qui se tient tous les ans, au mois de juin, à Poznań et dont certaines représentations sont jouées à ses abords.
Le lac a été nommé en l'honneur de Malte et occupe des terres, propriété de l'Église Saint-Jean de Jérusalem hors les murs, données à l'ordre de Saint-Jean de Jérusalem par le duc Mieszko III le Vieux en 1187.
De 2008 à 2015, ce lac constituait le départ et l'arrivée du semi-marathon de Poznań.

## Installations touristiques et sportives
Le lac constitue un agréable lieu de promenade et de loisirs pour les Poznańiens. Une piste cyclable le longe intégralement et des installations récréatives le bordent, comme :
- un bassin de régates
- une piste de ski artificielle
- une patinoire artificielle
- un parc zoologique, ouvert en 1974
- Kolejka Parkowa Maltanka, une ligne de chemin de fer à voie étroite de 3,850 km de longueur
- le Tumulus de la Liberté
- l'ancre du SS Poznań (pl), un vraquier construit en 1927 aux chantiers navals de Blainville à Caen
- Centre Aquatique Olympique Termy Maltańskie

### Bassin de régates
Le bassin de régates de Malta, inauguré en 1990 est long de 2 000 m et a une largeur de 175 m. Il est le cadre de nombreuses compétitions, entre autres :
- en aviron:
  - une régate de la Coupe du monde en 2004, 2006 et 2008
  - les Championnats du monde en 2009
  - les Championnats d'Europe d'aviron 2007 et 2015
- en canoë-kayak:
  - les Championnats du monde de course en ligne en 1990, 2001 et 2010
  - les Championnats d'Europe en 2000, 2004 et 2005
- en kayak-polo:
  - les Championnats du monde de 2012

## Carte du lac

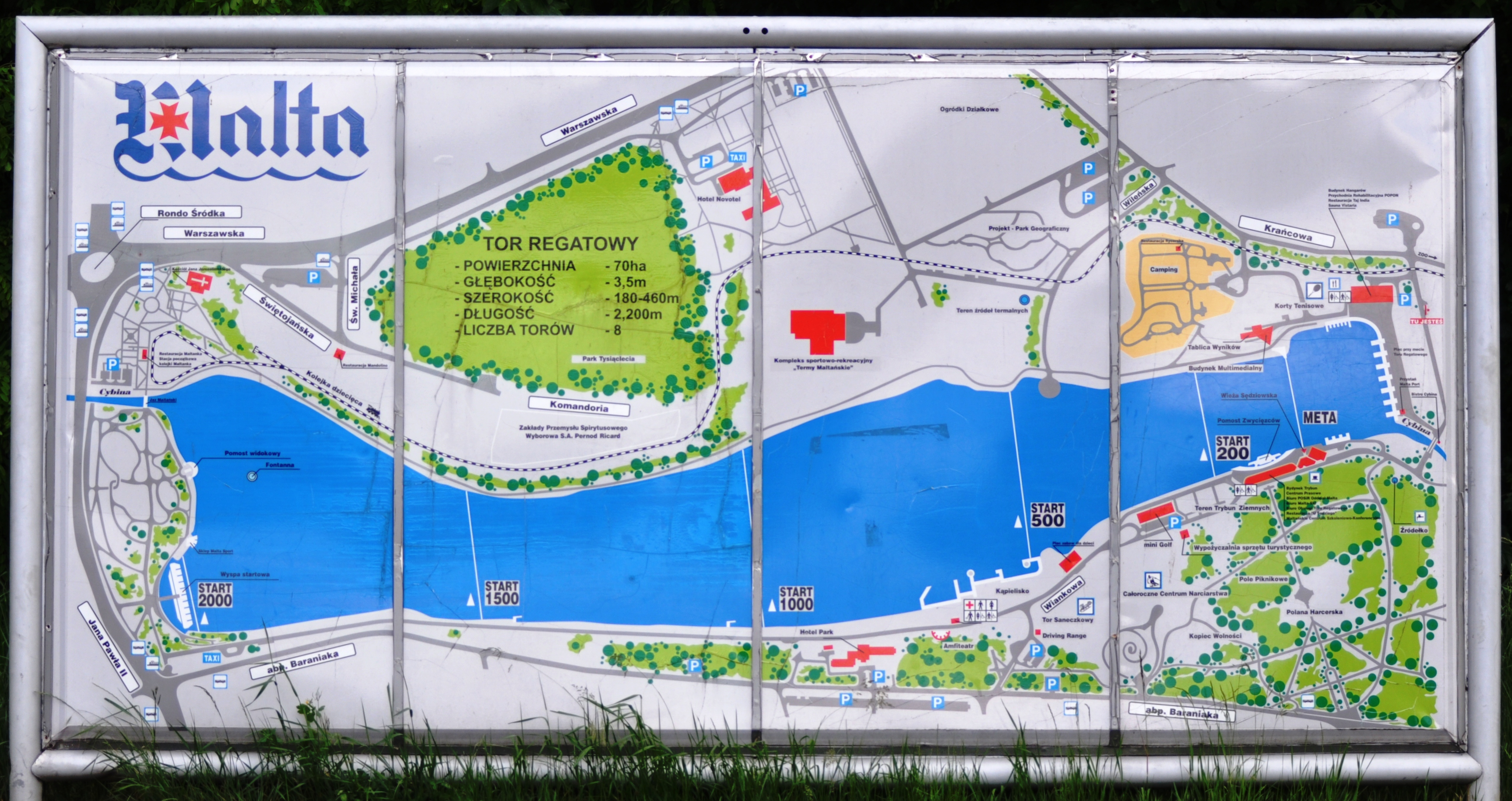
Lac Malta, à Poznań